# Hamilton City
Hamilton City is een plaats (census-designated place) in de Amerikaanse staat Californië, en valt bestuurlijk gezien onder Glenn County.

## Demografie
Bij de volkstelling in 2000 werd het aantal inwoners vastgesteld op 1903.

## Geografie
Volgens het United States Census Bureau beslaat de plaats een oppervlakte van
0,8 km², geheel bestaande uit land. Hamilton City ligt op ongeveer 46 m boven zeeniveau.

## Plaatsen in de nabije omgeving
De onderstaande figuur toont nabijgelegen plaatsen in een straal van 32 km rond Hamilton City.